# Lionel Stoléru
Pour les articles homonymes, voir Stoléru.
Lionel Stoléru, né le 22 novembre 1937 à Nantes (Loire-Inférieure, actuel Loire-Atlantique) et mort le 1er décembre 2016 à Paris 16e, est un haut fonctionnaire et homme politique français.

## Biographie

### Origines et formation
Lionel Stoléru est le fils de Ilie Stoléru, juif originaire de Vaslui en Roumanie,, et de Fernande Blum, juive originaire d'Autriche. Sous le régime de Vichy, toute sa famille est fichée en tant qu'israélite par la préfecture de la Loire-Inférieure (aujourd'hui Loire-Atlantique) mais elle échappe à la déportation. 
Son père est directeur technique des brasseries de la Meuse (situées sur le site de l'ancienne carrière de Miséry dans le quartier Chantenay à Nantes). 
Il est diplômé de l'École polytechnique, (classé 2e à la sortie, promotion 1956) et ingénieur du Corps des mines. Il obtient un doctorat en économie (Ph.D.) de l'université Stanford en Californie, sous la direction du prix Nobel d'économie Kenneth Arrow.

### Carrière professionnelle
Lionel Stoléru est ingénieur des mines à l'arrondissement de Douai de 1963 à 1965, puis chargé de mission au Commissariat général du Plan jusqu'en 1968. Il travaille brièvement à la direction des affaires financières du Crédit lyonnais puis devient conseiller de Valéry Giscard d'Estaing à partir de 1969. C'est à cette période qu'il développe l'idée de l'impôt négatif sur le revenu dans Vaincre la pauvreté dans les pays riches, après un voyage aux États-Unis où le sujet était à l'époque très discuté au niveau politique, et même expérimenté dans certaines régions. Après des révoltes dans différentes prisons en 1974 et 1975, il crée le Groupement étudiant national d’enseignement aux personnes incarcérées, association menant les étudiants à intervenir en milieu carcéral pour aider à la réinsertion des détenus.
De 1969 à 1988, il est maître de conférences de mathématiques puis professeur de sciences économiques à l'École polytechnique, et ensuite professeur d'économie à l'École des mines de Paris.
De 1986 à 1988, il est président de la chambre de commerce France/Israël et occupe ce poste de nouveau à partir de 1993. De 1990 à 1997, il est conseiller économique du Premier ministre roumain Petre Roman et du président ukrainien Leonid Kravtchouk.
En 2003, il est nommé président du Conseil d'analyse économique (CAE) par le Premier ministre Jean-Pierre Raffarin,.

### Parcours politique
Il fait partie de tous les gouvernements sous la présidence de Valéry Giscard d'Estaing à partir de 1974. Il est secrétaire d'État chargé de la Condition des travailleurs manuels sous le premier gouvernement de Jacques Chirac puis reconduit sous les gouvernements Raymond Barre.
De 1977 à 1981, sous les gouvernements Barre 2 et 3, il sera secrétaire d'État chargé de la condition des travailleurs manuels et immigrés. Il instaure une « aide au retour » de 10 000 francs afin d'inciter les immigrés à rentrer définitivement dans leur pays d'origine.
En 1977, il fonde le Carrefour social-démocrate avec René Lenoir et Olivier Stirn.
Candidat à la députation dans la deuxième circonscription des Vosges lors des élections législatives de 1978, Lionel Stoléru est battu par le socialiste Christian Pierret. Il est à nouveau battu, dès le premier tour, dans la même circonscription, aux élections législatives de 1981. Élu conseiller général du canton de Provenchères-sur-Fave en 1979, il est battu en 1982, ce qui met un terme définitif à sa courte carrière élective dans le département des Vosges.
À l'hiver 1981, il cosigne dans Éléments une tribune intitulée « Pour une alternative au socialisme ».
En 1988, il est élu député dans l'Oise avec l'étiquette « Majorité présidentielle », soutenu par le Parti socialiste, dans le cadre de l'ouverture au centre ; il quitte son mandat au bout de deux semaines en raison de sa nomination au gouvernement de Michel Rocard. En 1993, il se représente sous la bannière de Génération écologie mais est éliminé au premier tour.
Aux élections municipales de 2001, il est présent sur une liste dans le 16e arrondissement de Paris menée par le socialiste Jean-Yves Mano. En 2006, il est président du Conseil de développement économique de Paris.
Lors de la campagne présidentielle de 2007, il soutient Nicolas Sarkozy. Le 15 juillet 2007, il est chargé d'une mission officielle sur le développement des petites et moyennes entreprises.

### Carrière musicale
Lionel Stoléru est également chef d'orchestre. En parallèle de son doctorat à l'université Stanford, il y suit un cycle de formation comme chef d'orchestre. Il a dirigé plusieurs orchestres en Europe, dont l'Orchestre d'Ukraine, avant de fonder et diriger l'Orchestre romantique européen, sur une idée de Pierre Boulez, de 1996 à sa dissolution en 2013. Il a composé une Symphonie juive pour orchestre utilisant notamment le chophar.

### Vie familiale
Il épouse en 1966 Francine Wolff, énarque et administratrice de la ville de Paris (morte en 2009). Ils ont une fille, Emmanuelle Wargon, née en 1971, diplômée de HEC Paris et de l'ENA, haute fonctionnaire nommée secrétaire d'État en 2018 dans le gouvernement Édouard Philippe.
Il est cousin de la comédienne Josiane Stoléru, épouse de l'acteur Patrick Chesnais.[réf. nécessaire]
Il meurt le 1er décembre 2016 dans le 16e arrondissement de Paris, à l'âge de 79 ans,. Il est inhumé au cimetière du Montparnasse (division 30).

## Décorations
- Commandeur de la Légion d'honneur[21], par décret du 31 décembre 2015 (officier an date du 10 juin 1997).

## Publications
- L'équilibre et la croissance économiques, 1968
- L'impératif industriel, 1969
- Vaincre la pauvreté dans les pays riches, 1974
- La France à deux vitesses, 1982
- L'Alternance tranquille, 1985
- L'Ambition internationale, 1987
- L'Économie, 1999
- La vie, c'est quoi Monsieur le Ministre ?, 2003.
- Rapport au premier ministre sur l'introduction d'un Small Business Act, 2008[22]
- Les Iris jaunes, Éditions Anne Carrière, 2015 (roman)
- L'homme initial, L'Harmattan, 2016 (roman)